# Bernard Barsi
Bernard César Augustin Barsi (Nice, 4 augustus 1942 – aldaar, 28 december 2022) was een Franse bisschop, die van 2000 tot 2020 aartsbisschop was van het aartsbisdom Monaco.

## Biografie
Barsi ging naar het gymnasium in Nice. Daarna studeerde hij vanaf 1963 aan achtereenvolgens het seminarie in Rencurel en het grootseminarie in Nice (wijsbegeerte) en Marseille (godsgeleerdheid). Op 28 juni 1969 werd hij tot priester gewijd. Daarna werkte hij eerst als leraar en daarna (vanaf 1972) bij het decanaat voor de roepingen in Nice. In 1982 volgde zijn benoeming tot pastoor in een parochie in Nice en even daarna werd hij vicaris-generaal van het bisdom met dezelfde naam. 
Op 16 mei 2000 werd hij door Paus Johannes Paulus II benoemd tot aartsbisschop van Monaco. 
In april 2005 was hij hoofdcelebrant bij de requiemmis voor prins Reinier III en in november van datzelfde jaar ging hij voor in de pontificale hoogmis ter inzegening van diens zoon, prins Albert II.
Op 2 juli 2011 zegende hij tijdens een hoogmis op de binnenplaats van het prinselijk paleis het kerkelijk huwelijk in van prins Albert II en prinses Charlène.  
Barsi overleed op 28 december 2022 op tachtigjarige leeftijd in een ziekenhuis in Nice, nadat hij op kerstavond een hartstilstand had gekregen.
- Virtual International Authority File: 8808166007112975590001